# Cephalorhizum pachycormum
Cephalorhizum pachycormum är en triftväxtart som beskrevs av Karl Heinz Rechinger. Cephalorhizum pachycormum ingår i släktet Cephalorhizum och familjen triftväxter. Inga underarter finns listade i Catalogue of Life.